# トク・テムル (ソゲドゥ家)
トク・テムル（モンゴル語: Toq temür、中国語: 脱黒帖木児、? - 1280年）は、チンギス・カンの末子トルイの庶子ソゲドゥの息子で、モンゴル帝国の皇族。シリギら他のトルイ系諸王を誘ってクビライに対して叛乱を起こした、所謂「シリギの乱」の実質的な首謀者。
『元史』などの漢文史料では脱黒帖木児(tuōhēitiēmùér)・脱脱木児(tuōtuōmùér)・脱脱木(tuōtuōmù)・脱鉄木児(tuōtiĕmùér)、『集史』などのペルシア語史料ではتوقتیمور(tūq-tīmūr)と記される。

## 概要

### 出自
『集史』「トルイ・ハン紀」によると、トク・テムルはチンギス・カンの末子トルイの庶子ソゲドゥの息子として生まれたという。なお、『元史』宗室世系表は「荊王脱脱木児」がトルイ家のソゲドゥの「孫」であるとするが、ここでは「オゴデイ家の荊王トク・テムル」と「ソゲドゥ家のトク・テムル」を取り違えている。『集史』「トルイ・ハン紀」によると、トク・テムルは勇敢な戦士（バートル）で特に弓矢の技術に長けていたという。
1259年、モンケ・カアンの死を切っ掛けとしてその弟のクビライとアリクブケの間で帝位継承戦争が勃発すると、トク・テムルは他のトルイ系諸王と同様にアリクブケ派についたと見られるが、この戦争はクビライ派の勝利に終わった。勝者となったクビライはトク・テムルらトルイ系諸王を寛大に扱い、内戦以前の地位をそのまま保証したが、トルイ系諸王のクビライに対する反発心は根強いものがあった。
至元3年（1266年）、オゴデイ家のカイドゥが大元ウルスを攻撃し、所謂「カイドゥの乱」が始まると、クビライはジョチ・ウルス及びチャガタイ・ウルスに討伐協力を要請すると同時に自らの三男のノムガンを総司令とする遠征軍を組織した。この遠征軍は大部分をトク・テムルを含む「旧アリクブケ派」で構成されていた。このノムガン軍に組み込まれた「旧アリクブケ派諸王」こそが「シリギの乱」の母体となった。

### 「シリギの乱」の主導
ノムガン軍はモンゴル高原を出発して中央アジアに趣き、アルマリクに駐屯した。アルマリクでの駐屯中、トク・テムルは狩猟中にシリギと密談し、遠征軍の中枢たるノムガンをアントンを捕縛するという叛乱計画を話し合った。更にトク・テムルはシリギをカアンに推戴することを餌に叛乱に誘い、この企てにモンケ家のサルバン、アリクブケ家のヨブクルとメリク・テムル、コルゲン家のクルタイら諸王は賛同し叛乱に荷担した。ただ、トルイの庶子のボチュクの孫のヤクドゥのみは叛乱に荷担することを拒んでシリギ、ヨブクル、トク・テムルらに攻められ、トク・テムルによって生け捕りにされたヤクドゥはシリギ軍の捕虜とされた。
ヤクドゥ以外の諸王の協力を取り付けたトク・テムルとシリギらは至元13年（1276年）冬、満を持してノムガン、アントンら遠征軍の中枢を奇襲して捕虜とし、これが以後6年にわたって大元ウルスを揺らがせる「シリギの乱」の幕開けとなった。
トク・テムルはシリギを叛乱に誘う時に「帝位（カアン位）は汝（シリギ）に到達している。［クビライ・］カアンは我々と我々の兄弟に対して、多くの不正を働いていたのだ」と語っており、クビライを簒奪者としモンケ-アリクブケの流れをくむ自らたちこそが正統なカアン位の継承者であるとするのがトク・テムルら叛乱軍の立場であった。また、「シリギの乱」勃発から間もなくクビライの下に「西北藩王（旧アリクブケ派の諸王）」から派遣された使者が訪れ、「モンゴルの風俗は漢法と異なるものであるというのに、［クビライが］漢地に留まり、都邑・城廓を建設し、漢法を用いるのは如何なる理由によるものか？」とクビライの統治方針を批判している。
以上のように、「漢化政策を実行しモンゴルの伝統を無視するクビライの打倒」と、「先帝モンケの遺児（シリギ）擁立によるモンゴル伝統文化の維持」こそがトク・テムルの掲げた大義名分であった。

### モンゴル高原中央部における攻防
叛乱を成功させたトク・テムルはノムガンをジョチ・ウルスに、アントンをカイドゥ・ウルスに引き渡してこれらのウルスに協力を要請したが、トク・テムルらの予想に反してカイドゥやジョチ家諸王は中立を保ち援軍を派遣しようとしなかった。やむなくトク・テムルは「カイドゥとジョチ家諸王はすぐに援軍に来る」という虚言を以てオゴデイ系・チャガタイ系諸王を誘い、軍勢を整えた上でモンゴル高原中央部に侵攻した。そもそもモンゴル高原中央部から西部にかけてはトルイ・ウルスの領地であり、コンゴタン部のバイバクが抗戦して敗死したのを除いてほとんど戦うことなくモンゴル高原中央部を抑え、ケルレン河流域の「チンギス・カンの大オルド（先朝大武帳）」を掠奪した。
事態を重く見たクビライはトトガク率いるキプチャク軍団を急ぎ北上させ、他にも「左手の五投下」に属するイキレス部のクリルら、そして直前まで南宋征服に従事していたバヤンが「シリギの乱」討伐に動員された。同じ頃、モンゴル高原南部ではコンギラト部のジルワダイが「シリギの乱」に呼応して応昌を包囲しており、トク・テムルはその情報を聞くとジルワダイ軍と合流せんと南下を始めた。しかし、先行して北上していたトトガクがトク・テムル軍と接触、トク・テムルは自軍の斥候の騎兵数十名を捕らえられてしまったため、トトガク軍を警戒したトク・テムルは戦わずして退却していった。トク・テムルの退却によってジルワダイは孤立無援に陥り、別働隊の攻撃によってジルワダイの叛乱は鎮圧された。
ジルワダイの討伐後、トトガク軍、ジルワダイを討伐してきた諸軍、そして南宋遠征から急行してきたバヤン軍はモンゴル高原中央部に進出し、各地で反乱軍を破った。この頃、オイラト人のベクレミシュ率いる軍勢がトク・テムル軍と接触したことで「カイドゥとジョチ家諸王が援軍に来る」という言葉が虚言であったことが判明し、オゴデイ系・チャガタイ系諸王は一部を除いてこの時反乱軍から離脱したものと見られる。
トク・テムルらはトトガク率いるキプチャク軍の、ヨブクルらはバイダル率いるアスト軍の攻撃を受けてそれぞれトーラ河を撤退し、更に西に進んで反乱軍はオルホン河に集結した。同年8月、両軍はそれぞれオルホン河に布陣して対峙したが、シリギ軍の捕虜になっていたヤクドゥが内部から反乱軍を撹乱したことが決定打となり、トク・テムルら反乱軍は大敗を喫した。

### 反乱軍の内紛・自滅
オルホン河の戦いで敗北を喫したトク・テムルらはアルタイ山脈を越えてイルティシュ河流域に逃げ込み、体勢を立て直そうと図った。更にトク・テムルは北方のキルギス地方を制圧しようと出兵したが、新たにクビライに派遣された劉国傑率いる軍勢にイェニセイ河にて敗れ、トク・テムルのアウルク（後方基地）はクビライの軍勢によって掠奪された。
相継ぐ敗戦によって叛乱軍は追い詰められ、トク・テムルは改めてシリギに協力を要請したが、この頃厭戦気分にあったシリギはトク・テムルの要請を拒絶した。これに憤ったトク・テムルは自軍の近くにいたサルバン（モンケの孫で、シリギの甥）に目をつけ、これを新たにカアンに推戴しようとした。知らせを聞いたシリギはメリク・テムルとともに使者を派遣してトク・テムルの意図を尋ねたところ、トク・テムルはこれに「シリギには勇敢さ、胆力が欠けている。我は有能なるサルバンを擁立せん」と答えた。
事を荒立てたくないシリギ、メリク・テムルらはやむなくトク・テムルとサルバンに従い、トク・テムルの命によってジョチ・ウルス及びカイドゥ・ウルスにサルバンが帝位に即いたことを通知した。叛乱軍の主要メンバーの中でヨブクルのみはサルバンの推戴を認めなかったため、トク・テムルは武力で以てこれを討伐しようとしたが、配下の軍勢が裏切ってヨブクル側についてしまったため、完敗を喫してしまった。
トク・テムルは一旦逃れたものの捕らえられ、最終的にヨブクルの要請によって1280年シリギに処刑された。トク・テムルの死について、『元史』は「暴虐であったため、人心を失い、殺されてしまった」と述べている。
この後もシリギ、サルバン、ヨブクルらの間の内訌は更に続き、最終的に至元19年（1282年）初、サルバンがシリギを捕らえて大元ウルスに投降したことで6年にわたる「シリギの乱」は集結した。

## 逸話

### 人となり
『集史』「トルイ・ハン紀」によると、トク・テムルは戦場において常に灰色の馬に騎乗しており、その理由についてトク・テムルは「多くの者は流血が目立たないように、敵兵を昂揚させないように鹿毛（赤茶色）もしくはその他の毛色の馬を選ぶ。我が灰色の馬を選ぶのは、ルージュが女性を飾り立てるように、騎手と騎馬に流れる血は男性を飾り立てるものであるから［流血の映える灰色馬を選ぶの］である」と語ったという。
また、「トルイ・ハン紀」はこのような考え故にトク・テムルは勇敢でありつつも、叛乱・暴動の計画を心中にいくつも抱いていた、と述べている。

### バラク・ブラルキ兄弟の処遇
「シリギの乱」勃発当初、いち早く叛乱軍の侵攻に気づいたコンゴタン部のバイバク（建国の功臣モンリク・エチゲの子孫）はクビライに報告を行い、自らの手兵で叛乱軍の侵攻を押しとどめようとしたが、衆寡敵せず敗死してしまった。
バイバクの死後、トク・テムルは生け捕りとしたバイバクの子のバラク（八剌）とブラルキ（不蘭奚）兄弟を身近に置いて重用し、彼等を頗る厚遇した。しかしバラクらは父の仇を忘れておらず、トク・テムルの近侍と密かに通じてトク・テムルを謀殺しようとした。しかし家人から謀議がトク・テムルに報告されてしまい、計画が失敗したことを悟ったバラクは家族を連れて南方に向かって逃走した。トク・テムルはこれに対して追っ手の騎兵を派遣し、渡河に手間取っていたバラクらを包囲して矢を放ち、力尽きたバラクらは投降した。
トク・テムルは自らの下に連れてこられたバラク兄弟に対して「我は汝を厚く遇したというのに、汝は何故このような行動にでたのか」とバラクらの行動を強く責めた。これに対してバラクは「汝は君主に反逆し、我が父を殺し、我が家族を掠奪した。［故に］我は汝を殺し、君父の仇に報いんと誓ったのである」と答えた。バラクらは跪けと言われても跪かず、その膝を砕かれても跪かず、遂に兄弟ともに殺された。この忠義を称えて、バイバク、バラク父子は『元史』巻193「忠義伝」に立伝されている。

## 家系
- ソゲドゥ（Sögedü ＞歳哥都/suìgēdōu,سوگتای/Sūgtāi）
  - スブデイ大王（Sübüdäi ＞速不歹/sùbùdǎi）
    - 叛王トク・テムル（Toq temür ＞脱黒帖木児/tuōhēi tiēmùér,توقتیمور/Tūq tīmūr）
    - カルスン大王（Qalusun ＞哈魯孫/hālŭsūn）